# Freestyle-Skiing-Weltmeisterschaften 2007
Die 12. Freestyle-Skiing-Weltmeisterschaften wurden vom 6. bis 10. März 2007 in Madonna di Campiglio, Italien ausgetragen.

## Wahl des Austragungsortes
Die Vergabe erfolgte am 3. Juni 2004 beim 44. FIS-Kongress, der im Hotel Intercont in Miami stattfand.

## Programm
Es fanden Wettbewerbe in vier Disziplinen statt. Die Halfpipe-Wettbewerbe mussten wegen Schneemangels abgesagt werden.

## Männer

### Skicross
Am Skicross nahmen 45 Sportler teil. 32 qualifizierten sich für das Viertel-, 16 für das Halbfinale. Das Finale erreichten die besten acht der Skicrosser.
| Platz | Land       | Sportler        |
| ----- | ---------- | --------------- |
| 1     | Tschechien | Tomáš Kraus     |
| 2     | Kanada     | Stanley Hayer   |
| 3     | Frankreich | Enak Gavaggio   |
| 4     | Österreich | Roman Hofer     |
| 5     | Schweden   | Lars Lewén      |
| 6     | Österreich | Andreas Matt    |
| 7     | Schweiz    | Andreas Steffen |
| 8     | Norwegen   | Audun Grønvold  |

| Datum: 6. März 2007     |
| Mike Schmid (10.)       |
| Richard Spalinger (15.) |
| Klaus Waldner (18.)     |
| Wolfgang Auderer (21.)  |
| Alois Mani (24.)        |
| Frank Maier (28.)       |

### Moguls
| Platz | Land        | Sportler                  |
| ----- | ----------- | ------------------------- |
| 1     | Kanada      | Pierre-Alexandre Rousseau |
| 2     | Australien  | Dale Begg-Smith           |
| 3     | USA         | Nathan Roberts            |
| 4     | Frankreich  | Pierre Ochs               |
| 5     | USA         | David Babic               |
| 6     | Kanada      | Warren Tanner             |
| 7     | Frankreich  | Guilbaut Colas            |
| 8     | Kanada      | Maxime Gingras            |
| 9     | Deutschland | Christoph Stark           |
| 10    | Finnland    | Sami Mustonen             |

| Datum: 9. März 2007      |
| Andreas Zimmermann (49.) |

### Dual Moguls
| Platz | Land       | Sportler            |
| ----- | ---------- | ------------------- |
| 1     | Australien | Dale Begg-Smith     |
| 2     | Frankreich | Guilbaut Colas      |
| 3     | Russland   | Ruslan Scharifullin |
| 4     | Russland   | Artjom Walintejew   |
| 5     | Kanada     | Alexandre Bilodeau  |
| 6     | Frankreich | Pierre Ochs         |
| 7     | USA        | Sho Kashima         |
| 8     | Kanada     | Maxime Gingras      |

| Datum: 10. März 2007     |
| Christoph Stark (17.)    |
| Andreas Zimmermann (42.) |

### Aerials
Am Wettbewerb nahmen 26  Freestyle-Skier teil. Zwölf waren für die Finalläufe qualifiziert.
| Platz | Land       | Sportler                |
| ----- | ---------- | ----------------------- |
| 1     | China      | Han Xiaopeng            |
| 2     | Belarus    | Dsmitryj Daschtschynski |
| 3     | Kanada     | Steve Omischl           |
| 4     | Russland   | Wladimir Lebedew        |
| 5     | Schweiz    | Andreas Isoz            |
| 6     | Russland   | Dmitri Maruschtschak    |
| 7     | USA        | Jeret Peterson          |
| 8     | Tschechien | Aleš Valenta            |
| 9     | Kanada     | Jeff Bean               |
| 10    | Ukraine    | Enwer Ablajew           |
| 11    | Kanada     | Timofei Slivets         |
| 12    | Ukraine    | Stanislaw Krawtschuk    |

| Qualifikation: 9. März 2007 |
| Finale: 10. März 2007       |
| Christian Hächler (20.)     |
| Thomas Lambert (26.)        |

## Frauen

### Skicross
| Platz | Land        | Sportlerin         |
| ----- | ----------- | ------------------ |
| 1     | Frankreich  | Ophélie David      |
| 2     | Frankreich  | Méryll Boulangeat  |
| 3     | Deutschland | Alexandra Grauvogl |
| 4     | Schweiz     | Seraina Murk       |
| 5     | Slowenien   | Saša Farič         |
| 6     | Frankreich  | Marion Josserand   |
| 7     | Japan       | Noriko Fukushima   |
| 8     | Schweden    | Magdalena Iljans   |

| Datum: 6. März 2007       |
| Emilie Serain (11.)       |
| Katharina Gutensohn (17.) |
| Angela Senftinger (DNF)   |
| Julia Manhard (DNF)       |
| Sarah Reisinger (DNF)     |

### Moguls
An diesem Wettbewerb nahmen 26 Sportlerinnen teil, von denen 16 die Endrunde erreichten.
| Platz | Land       | Sportlerin             |
| ----- | ---------- | ---------------------- |
| 1     | Kanada     | Kristi Richards        |
| 2     | Kanada     | Jennifer Heil          |
| 3     | Italien    | Deborah Scanzio        |
| 4     | USA        | Shannon Bahrke         |
| 5     | Kanada     | Stéphanie Saint-Pierre |
| 6     | USA        | Shelly Robertson       |
| 7     | Österreich | Margarita Marbler      |
| 8     | USA        | Heather McPhie         |
| 9     | Tschechien | Nikola Sudová          |
| 10    | Norwegen   | Ingrid Berntsen        |

| Datum: 9. März 2007   |
| Marina Kaffka (12.)   |
| Constanze Kraus (25.) |

### Dual Moguls
Beim Wettbewerb traten 23 Frauen an. 16 qualifizierten sich für das Viertel-, acht für das Halbfinale und die besten Vier für die Finalläufe.
| Platz | Land       | Sportlerin             |
| ----- | ---------- | ---------------------- |
| 1     | Kanada     | Jennifer Heil          |
| 2     | USA        | Shannon Bahrke         |
| 3     | Österreich | Margarita Marbler      |
| 4     | Kanada     | Kristi Richards        |
| 5     | Tschechien | Nikola Sudová          |
| 6     | USA        | Jillian Vogtli         |
| 7     | USA        | Shelly Robertson       |
| 8     | Kanada     | Stéphanie Saint-Pierre |

| Datum: 10. März 2007 |
| Marina Kaffka (18.)  |

### Aerials
Am Wettbewerb nahmen 18  Freestyle-Skierinnen teil. Zwölf waren für die Finalläufe qualifiziert.
| Platz | Land       | Sportler          |
| ----- | ---------- | ----------------- |
| 1     | China      | Li Nina           |
| 2     | Belarus    | Assol Sliwez      |
| 3     | Australien | Jacqui Cooper     |
| 4     | Belarus    | Ala Zuper         |
| 5     | Schweiz    | Evelyne Leu       |
| 6     | USA        | Emily Cook        |
| 7     | Kanada     | Veronika Bauer    |
| 8     | China      | Guo Xinxin        |
| 9     | Russland   | Anna Sukal        |
| 10    | Australien | Elizabeth Gardner |

| Qualifikation: 9. März 2007      |
| Finale: 10. März 2007            |
| keine Starterinnen aus D-A-CH-LI |

## Medaillenspiegel
| Platz  | Land        |   |   |   |    |
| ------ | ----------- | - | - | - | -- |
| 1      | Kanada      | 3 | 2 | 1 | 6  |
| 2      | China       | 2 | – | – | 2  |
| 3      | Frankreich  | 1 | 2 | 1 | 4  |
| 4      | Australien  | 1 | 1 | 1 | 3  |
| 5      | Tschechien  | 1 | – | – | 1  |
| 6      | Belarus     | – | 2 | – | 2  |
| 7      | USA         | – | 1 | 1 | 2  |
| 8      | Deutschland | – | – | 1 | 1  |
| 8      | Italien     | – | – | 1 | 1  |
| 8      | Österreich  | – | – | 1 | 1  |
| 8      | Russland    | – | – | 1 | 1  |
| Gesamt | Gesamt      | 8 | 8 | 8 | 24 |